# Antonio María de Bucareli y Ursúa
Antonio María de Bucareli y Ursúa, Henestrosa y Lasso de la Vega (Sevilla, España, 21 de enero de 1717-Ciudad de México, 9 de abril de 1779) fue un militar y administrador imperial español, caballero de la orden de San Juan (1721), comendador de La Bóveda de Toro de esta orden, caballero de la Real Maestranza de Sevilla (1725), teniente general de los reales ejércitos, gobernador y capitán general de la isla de Cuba (1766-1771), y virrey de Nueva España (1771-1779).

## Biografía
Nació en Sevilla, España, en 1717 en el seno de la nobleza local, siendo el séptimo hijo de Luis José Bucareli y Henestrosa, II marqués de Vallehermoso, y de Ana María de Ursúa y Lasso de la Vega, IV condesa de Gerena. Entró en el ejército a la edad de 11 años, como cadete, llegando tras diversas acciones militares al grado de general. Tras desempeñar la capitanía general de Cuba por un período, fue nombrado virrey de Nueva España el 22 de septiembre de 1771.
Durante su mandato, realizó numerosas mejoras civiles y administrativas, tanto en la capital como en el resto del territorio del virreinato. Fomentó las comisiones científicas que hacían estudios de la riqueza del país, intensificó la construcción del canal de desagüe del Valle de México hasta concluirlo en su etapa colonial, inauguró el Hospital de Pobres y mejoró el de Enfermos Mentales de México, terminó los fuertes de San Juan de Ulúa y de San Carlos de Perote, mandó abrir y poblar de árboles el paseo que originalmente llevó el nombre de Paseo Nuevo y que en la actualidad es conocido como Paseo de Bucareli, inició la construcción del Fuerte de San Diego, famoso más tarde por la resistencia hecha en él por Morelos y Comonfort, y, también bajo su gobierno fue fundado el puerto de San Francisco.
Escribió varias obras de interés, entre ellas: Alloquntio ad Patres Concilii VI Provincialis Mexicani (1771), Reglamento para el cuerpo de militares inválidos de N. E., Reglamento e instrucciones para el gobierno en el Presidio del Carmen en la isla de Tres y Colección de todas las Providencias de Gobierno.
Cumplidos los cinco años de su virreinato en 1776, Bucareli solicitó un relevo que no le fue concedido. Antes de recibir la negativa, ya él había retirado su petición por amenaza de guerra. El 29 de agosto de 1777, pidió para su casa la dignidad de grande de España, dignidad que no llegó a gozar porque falleció en el Palacio Real de México el 9 de abril de 1779, víctima de una pleuresía. Murió célibe, como correspondía a un caballero profeso de la Orden de San Juan de Malta. De acuerdo con su deseo, se le dio sepultura en la colegiata de Guadalupe, en el suelo junto a la puerta de entrada. Fue uno de los doce virreyes de Nueva España que murieron en el ejercicio del cargo. Como premio a “sus fieles e importantes servicios”, el Rey lo dispensó del juicio de residencia.
| Predecesor: Carlos Francisco de Croix | Virrey de Nueva España 1771-1779 | Sucesor: Martín de Mayorga |